# Copa de la Reina de Fútbol 2013
La Copa de la Reina de Fútbol 2013 fue la 31.ª edición del campeonato que se disputó entre el 12 de mayo y el 16 de junio de 2013, y cuya final de realizará en la Ciudad del Fútbol de Las Rozas de Madrid. El trofeo fue conseguido por el Fútbol Club Barcelona acumulando el tercer título de su historia y junto con la Copa Cataluña y La Liga logra el triplete estatal.

## Sistema de competición
Esta temporada la Copa de la Reina se ampliará a ocho participantes: los ocho primeros clasificados de la Primera División Femenina 2012/13. La competición se disputará por eliminatorias directas a doble partido -ida y vuelta- salvo la final, que se disputará a partido único en terreno neutral. Se elimina así el sistema de final entre cuatro de las tres ediciones anteriores.

## Participantes
En esta edición participan los 8 primeros clasificados de la Primera División Femenina 2012/13, que fueron los siguientes:
- Athletic Club
- Club Atlético de Madrid Féminas
- Club Deportivo Transportes Alcaine
- Club Esportiu Sant Gabriel
- Fútbol Club Barcelona
- Levante Unión Deportiva
- Real Club Deportivo Espanyol
- Rayo Vallecano de Madrid

## Eliminatorias
|  | Cuartos de final        | Cuartos de final        | Cuartos de final        |   |                 | Semifinales             | Semifinales             | Semifinales             |  |                 | Final                                                           | Final                                                           |  |
|  | 12 de mayo - 19 de mayo | 12 de mayo - 19 de mayo | 12 de mayo - 19 de mayo |   |                 | 26 de mayo - 9 de junio | 26 de mayo - 9 de junio | 26 de mayo - 9 de junio |  |                 | 16 de junio Ciudad del Fútbol de Las Rozas, Las Rozas de Madrid | 16 de junio Ciudad del Fútbol de Las Rozas, Las Rozas de Madrid |  |
|  |                         |                         |                         |   |                 |                         |                         |                         |  |                 |                                                                 |                                                                 |  |
|  |                         |                         |                         |   |                 |                         |                         |                         |  |                 |                                                                 |                                                                 |  |
|  | F. C. Barcelona         | 0                       | 2                       |   |                 |                         |                         |                         |  |                 |                                                                 |                                                                 |  |
|  | F. C. Barcelona         | 0                       | 2                       |   |                 |                         |                         |                         |  |                 |                                                                 |                                                                 |  |
|  | Rayo Vallecano          | 0                       | 0                       |   |                 |                         |                         |                         |  |                 |                                                                 |                                                                 |  |
|  | Rayo Vallecano          | 0                       | 0                       |   | F. C. Barcelona | 3                       | 2                       |                         |  |                 |                                                                 |                                                                 |  |
|  |                         |                         |                         |   | F. C. Barcelona | 3                       | 2                       |                         |  |                 |                                                                 |                                                                 |  |
|  |                         |                         | Atlético Féminas        | 0 | 1               |                         |                         |                         |  |                 |                                                                 |                                                                 |  |
|  | Athletic Club           | 0                       | Atlético Féminas        | 0 | 1               | 1                       |                         |                         |  |                 |                                                                 |                                                                 |  |
|  | Athletic Club           | 0                       |                         |   |                 |                         |                         |                         |  |                 |                                                                 |                                                                 |  |
|  | Atlético Féminas        | 1                       | 1                       |   |                 |                         |                         |                         |  |                 |                                                                 |                                                                 |  |
|  | Atlético Féminas        | 1                       | 1                       |   |                 |                         |                         |                         |  | F. C. Barcelona | 4                                                               |                                                                 |  |
|  |                         |                         |                         |   |                 |                         |                         |                         |  | F. C. Barcelona | 4                                                               |                                                                 |  |
|  |                         |                         | Prainsa Zaragoza        | 0 |                 |                         |                         |                         |  |                 |                                                                 |                                                                 |  |
|  | Levante U. D.           | 1                       | Prainsa Zaragoza        | 0 | 2               |                         |                         |                         |  |                 |                                                                 |                                                                 |  |
|  | Levante U. D.           | 1                       |                         |   |                 |                         |                         |                         |  |                 |                                                                 |                                                                 |  |
|  | R. C. D. Espanyol       | 1                       | 1                       |   |                 |                         |                         |                         |  |                 |                                                                 |                                                                 |  |
|  | R. C. D. Espanyol       | 1                       | 1                       |   | Levante U. D.   | 0                       | 1                       |                         |  |                 |                                                                 |                                                                 |  |
|  |                         |                         |                         |   | Levante U. D.   | 0                       | 1                       |                         |  |                 |                                                                 |                                                                 |  |
|  |                         |                         | Prainsa Zaragoza gv     | 0 | 1               |                         |                         |                         |  |                 |                                                                 |                                                                 |  |
|  | Prainsa Zaragoza gv     | 3                       | Prainsa Zaragoza gv     | 0 | 1               | 1                       |                         |                         |  |                 |                                                                 |                                                                 |  |
|  | Prainsa Zaragoza gv     | 3                       |                         |   |                 |                         |                         |                         |  |                 |                                                                 |                                                                 |  |
|  | C. E. Sant Gabriel      | 3                       | 1                       |   |                 |                         |                         |                         |  |                 |                                                                 |                                                                 |  |
|  | C. E. Sant Gabriel      | 3                       | 1                       |   |                 |                         |                         |                         |  |                 |                                                                 |                                                                 |  |
|  |                         |                         |                         |   |                 |                         |                         |                         |  |                 |                                                                 |                                                                 |  |

- Nota: En cada llave, el equipo ubicado en la primera línea es el que ejerce la localía en el partido de vuelta.

### Final
| 16 de junio de 2013 11:00 (CET) | F. C. Barcelona                                                 | 4:0 (3:0) | Prainsa Zaragoza | Ciudad del Fútbol de Las Rozas, Las Rozas de Madrid (Madrid) |                         |
|                                 | Vicky Losada 26' 80' · Sonia Bermúdez 41' · Alexia Putellas 43' | Reporte   |                  | Árbitro(s): Beatriz Gil                                      | Árbitro(s): Beatriz Gil |

| Bandera de Cataluña                |
| Campeón F. C. Barcelona 3.º título |